# Tahir Salahov

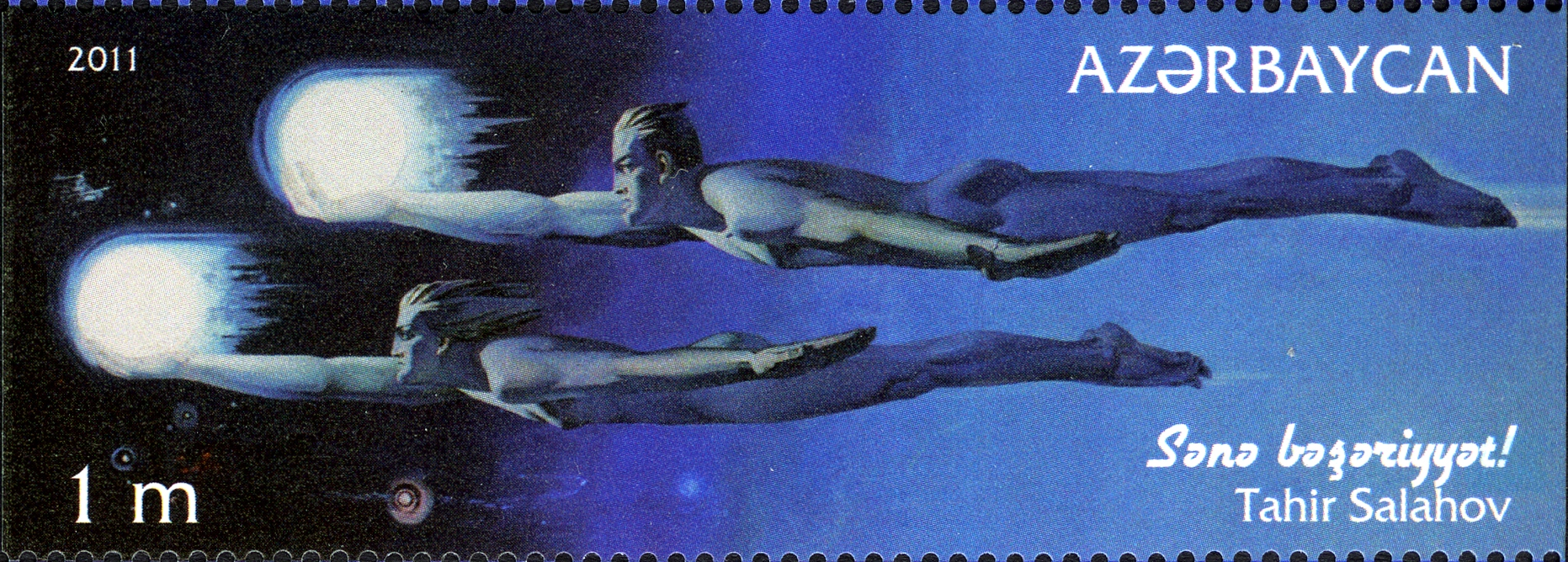
Para ti,humanidad (1961)

Tahir Teymur oglu Salahov (en azerí: Tahir Teymur oğlu Salahov; Bakú, 29 de noviembre de 1928-Alemania, 21 de mayo de 2021) fue un pintor de nacionalidades soviética, azerbaiyana y rusa. Se desempeñó como Primer Secretario de la Unión de los Artistas de la Unión Soviética (1973–1992), Vicepresidente de la Academia Imperial de las Artes, y miembro de veinte academias y otras organizaciones creativas en todo el mundo, incluyendo las academias de arte de Francia, España, Alemania, Austria etc.

## Biografía
Su padre Teymur Salahov fue una víctima de la Gran Purga. Tahir Salahov estudió en la escuela de Bellas Artes en nombre de Azimzade en Bakú en los años 1945–1950 y el Instituto académico estatal de Bellas Artes de Surikov en Moscú en 1951–1957. Salahov ganó un reconocimiento temprano: su trabajo de diploma fue exhibido en Moscú en el año 1957. Sus composiciones sobre la vida y los trabajadores de Bakú ( "Trabajadores", 1961, Museo Nacional de Arte de Azerbaiyán, Bakú) y retratos del compositor azerbaiyano Qara Qarayev (1960, Galería Tretiakov, Moscú) y compositor soviético Dmitri Shostakóvich (1976, Galería Tretiakov, Moscú) se caracterizan por contundencia y carencia de idealización. Sus últimas obras son más pacíficos y líricamente contemplativos y las influencias orientales son más aparentes. Sus líneas son más lisas y más melodiosas y su paleta es más sofisticada. Muchas de sus obras más exitosas están asociadas con sus impresiones de los países extranjeros (Corrida mexicana, 1969, Museo Nacional de Arte de Azerbaiyán). En el año 1998 Salahov fue nombrado académico de la Academia Nacional de Artes Kirguistán, junto a colegas artistas Durdy Bayramov, Suhrob Kurbanov, Turgunbai Sadykov, y Erbolat Tolepbai.
Tahir Salahov murió el 21 de mayo de 2021 en Alemania.

## Premios
- Héroe del Trabajo Socialista (1989)

- Orden al Mérito por la Patria 2ª clase (2003)

- Orden al Mérito por la Patria 3ª clase (1998)

- Orden de Lenin (1989)

- Orden de la Revolución de Octubre (1976)

- Orden de la Bandera Roja del Trabajo (1971)

- Orden de la Amistad de los Pueblos (1982)

- Artista del pueblo de la URSS (artes escénicas) (1973)

- Premio del Estado de la URSS  (1968 – para el retrato del compositor Gara Garayev)

- Orden Istiglal (1998)

- Orden Heydar Aliyev (2008)